# Euporus laevis
Euporus laevis är en skalbaggsart som beskrevs av Schmidt 1922. Euporus laevis ingår i släktet Euporus och familjen långhorningar.
Artens utbredningsområde är Gabon. Inga underarter finns listade i Catalogue of Life.